# 速度飽和
ここで述べる飽和速度とは、半導体中の電荷キャリア（一般には電子）が非常に高い電界の存在下で到達する最大速度のことで、このとき半導体は速度飽和状態にあると言われる。

電荷キャリアは通常、電荷キャリアが感じる電界強度に比例した平均ドリフト速度で移動する。この比例定数はキャリアの移動度と呼ばれ、材料の特性である。良導体であれば、電荷キャリアの移動度が高いので、電界強度に対して速度が速く、結果として電流値も高くなる。しかし、半導体では伝導に寄与するキャリアの数が温度や不純物濃度などによって大きく変動すると同時に、結晶内でキャリア速度の増加を妨げるさまざまな相互作用によりキャリア速度増加の比例定数である移動度が徐々に低下し、ついにはキャリア速度が電界強度によっては増加せず移動度がゼロになる状態になるが、その時のキャリア速度を「飽和速度」と言い、そのような状態を「速度飽和」と言う。

## 電界効果トランジスター（MOSFET)
飽和速度は、半導体デバイスの設計において非常に重要なパラメータであり、特にMOSFET(MOS型電界効果トランジスタ）は、ほとんどすべての現代の集積回路の基本的な構成要素となっており、例えば、Siでは1×107 cm/s、GaAsでは 1.2×107 cm/s程度の値である。キャリア速度が飽和する典型的な電界強度は、通常10-100kV/cmのオーダーである。

## 短チャネルデバイス
最近の高速ロジックLSIに使われるMOSFETではほとんどの場合、完全な速度飽和に至っていなくとも高電界による移動度の低下は顕著に表れているが、 そのような高電界による移動度の低下を1990年代に評価し、定量的にモデル化した最初の例が桜井のα乗則であるとも言える。

## References
1. ↑  Fundamentals of Semiconductors: Physics and Materials Properties, Peter Y. Yu, Manuel Cardona, pp. 227-228, Springer, New York 2005, ISBN 3-540-25470-6
2. ↑  半導体デバイスの基礎（中） アンダーソン pp 527-528, 丸善出版, 2012年, ISBN 978-4621061671
3. ↑   fig 3.13 of "The Electrical Engineering Handbook", Wai Kai Chen, Elsevier Academic Press 2005)